# 高橋愛美
高橋 愛美（たかはし　あいみ、1958年8月16日 - ）は、日本のタレント。静岡県沼津市出身。血液型はAB型。

## 経歴
- 1958年8月16日、静岡県沼津市生まれ。きょうだいは弟と妹がいる[1]。
- 1965年4月、静岡県沼津市立第五小学校入学。
- 1971年3月、静岡県沼津市立開北小学校卒業。
- 1971年4月、静岡県沼津市立第五中学校入学。
- 1974年3月、静岡県沼津市立第五中学校卒業。
- 1974年4月、静岡県沼津市立沼津高等学校入学。
- 1977年3月、静岡県沼津市立沼津高等学校卒業[1]。
- 1977年11月、日本テレビ『歌まね合戦 スターに挑戦!!』のアシスタントに就任し、芸能界デビュー[1]。
- 1978年4月より1981年3月まで、フジテレビ『ひらけ!ポンキッキ』で、第4代目お姉さん（司会の女性役）を務める。[2]
- 1982年、女優のマネージメント業務を始める。高樹澪、七瀬なつみ等を担当
- 1986年、(株)リトルスタジオインクにて各種制作アシスタント。
- 1987年、(株)リトルスタジオ代表三輪道彦と結婚。
- 2004年、三輪道彦逝去を機に沼津居住。
- 2006年、静岡県沼津市立高等　創立６０周年を迎えての司会を務めた。
- 2007年、フジテレKIDSにて総合調整プロデューサー補佐。BSフジ『Ｂｅポン』『北乃きいのヘンハオ！しゃべっチャイナ』
- 2011年、（株）セスタディカラッチジャパン勤務

## テレビ出演作品

### テレビ
- 歌まね合戦 スターに挑戦!!（日本テレビ、アシスタント）
- ひらけ!ポンキッキ（フジテレビ、4代目お姉さん）

### ポンキッキでの唄
- けちけちおばけ
- ポンキッキサンバ